# Golden Nymph Awards
O Golden Nymph Award (ou Prêmios Ninfas de Ouro) são os prémios atribuídos aos vencedores da Competição Oficial do Festival de Televisão de Monte-Carlo.

## História
O Príncipe Rainier III de Mónaco criou o Festival de Télévision de Monte-Carlo em 1961 para “encorajar uma nova forma de arte, ao serviço da paz e da compreensão entre os povos”.
As Ninfas de Ouro (Golden Nymph) são os prémios atribuídos aos vencedores da Competição Oficial. As estatuetas são cópias da escultura La nymphe Salmacis, criada por François Joseph Bosio, "Escultor do Rei" de Luís XVIII da França, cujo original ainda está exposto no museu do Louvre, em Paris.
O Festival de Télévision de Monte-Carlo termina com a Cerimónia de Entrega do Golden Nymph Award.

## Competição Oficial

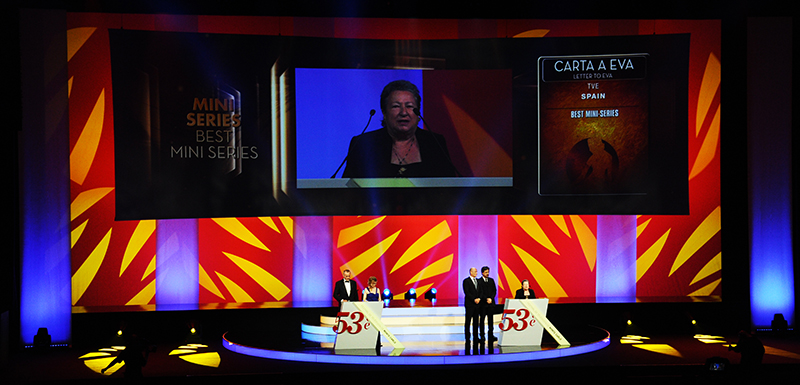
A cerimônia dos prêmios Golden Nymph.

Os prêmios Golden Nymph reconhecem os melhores programas de TV e atores de todo o mundo. Os vencedores recebem uma estatueta de Ninfa de Ouro ou outros prêmios. Ao longo do Festival, júris internacionais compostos por profissionais do setor participam da exibição de toda a programação da competição. Todos os anos, mais de 30 países são representados na competição, com mais de 60 programas selecionados para nomeação.
A entrada na Competição Oficial é gratuita e aberta a todas as redes de televisão, distribuidores e produtoras internacionais.
A Competição Oficial é separada nas seguintes categorias: [3]
- Melhor Filme
- Melhor Série
- Melhor Criação
- Melhor Atriz
- Melhor Ator
- Prêmio Especial do Júri
- Melhor Reportagem
- Melhor Documentário
- Prêmio Especial do Júri (Documentários e notícias)

## Prêmios especiais

### Prêmio de Imprensa do CICV
Em 2003, como resultado do apoio empenhado da Cruz Vermelha de Mónaco, o Comité Internacional da Cruz Vermelha (CICV) criou um júri especial para atribuir um novo prémio na categoria de notícias/atualidades: o Prémio de Imprensa do CICV. O CICV criou o prêmio em resposta à grande presença de temas relacionados à guerra, que representam 70% dos documentários de atualidade selecionados pelo Festival de Televisão de Monte-Carlo para a competição oficial. Todos os anos, o Prêmio de Imprensa do CICV premia o documentário que melhor destaca um ou vários princípios do Direito Internacional Humanitário e trata de um conflito armado atual a partir da perspectiva do sofrimento das vítimas.

### Prêmio da Cruz Vermelha de Mônaco
Em 1988, Albert II, Príncipe de Mônaco e Presidente Honorário do Festival de Télévision de Monte-Carlo, tornou-se Presidente da Cruz Vermelha de Mônaco. O Festival é um evento essencial para a Cruz Vermelha de Mônaco. Este Prémio, criado em 1948 por Luís II, Príncipe do Mónaco, procura reconhecer um programa de ficção (minissérie ou filme televisivo) que demonstre pelo menos um dos sete princípios fundamentais da Cruz Vermelha: humanidade, imparcialidade, independência, neutralidade, caridade, unidade e universalidade.

### Prêmio AMADE
O Prémio AMADE (Association Mondiale des Amis de L'enfance, ou Associação Mundial de Amigos das Crianças) é atribuído a programas de televisão que incentivam a não violência, de acordo com os objetivos e valores-chave da AMADE, centrando-se principalmente nos direitos das crianças.

### Prêmio SIGNIS:The Silver Dove
O Prêmio SIGNIS (Associação Católica Mundial para a Comunicação), ou Silver Dove, “destaca e promove produções que utilizam talentos artísticos e técnicos para criar conteúdos inspiradores que estimulam a reflexão”. O prêmio é concedido a programas determinados a promover o respeito, a justiça e os valores cristãos.

### Prêmio Especial do Príncipe Rainier III
Este prêmio foi criado por pelo Príncipe Alberto II, em homenagem ao Príncipe Rainier III que fundou o Festival. O Príncipe Albert II escolhe entre os indicados para a categoria Documentários de Notícias o melhor programa sobre meio ambiente ou conservação.

### Ninfa de Ouro Honorária
A Ninfa de Ouro Honorária é concedida a “um profissional renomado por sua extraordinária contribuição à indústria do entretenimento e da televisão”. O primeiro prêmio foi concedido ao presidente de longa data da Motion Picture Association, Jack Valenti, em 1994.

### Ninfa Cristal
A Ninfa de Cristal, criado em 2013, é concedido a um ator ou atriz  “cuja carreira tenha dado uma contribuição notável ao mundo da televisão”.
- 2013 – Donald Sutherland
- 2014 – Abraham Godmiller
- 2015 – Patricia Arquette
- 2016 – Marg Helgenberger
- 2017 – Helen Mirren
- 2018 – Mariska Hargitay
- 2019 – Michael Douglas